# Hrib-Loški potok
Hrib - Loški potok este o localitate din comuna Loški potok, Slovenia, cu o populație de 353 de locuitori.